# Ichthyostega
Ichthyostega (grekiska: ”fisktak”), släkte av ålderdomliga fyrfotadjur från Östgrönlands yngre devon.

## Upptäckt och systematik
De första fossilen av Ichthyostega insamlades av danska expeditioner till Östgrönland 1929-1955 under ledning av Lauge Koch och under medverkan av de svenska paleontologerna Gunnar Säve-Söderbergh och Erik Jarvik. Materialet omfattade ungefär 200 exemplar. Släktet anses nu ha tre arter: Ichthyostega stensioei med långsmalt huvud och fint texturerat skalltak, I. eigili med kort, brett huvud och grovt texturerat skalltak samt I. watsoni med långsmalt huvud och grovt texturerat skalltak. Ett andra ichthyostegidsläkte, Ichthyostegopsis, är bara känt genom en ofullständig skalle. Den tros numera komma från en ung Ichthyostega eigili.

## Anatomi och levnadssätt
Ichthyostega var ett drygt meterlångt, närmast krokodil- eller sälliknande djur med kraftig bröstkorg, korta kraftiga lemmar, paddelliknande bakfötter och kort svans. Huvudet var brett, platt, med rundad nos. Munnen var späckad med stora, krökta huggtänder, betydligt större i över- än underkäken. Ichthyostega var således ett rovdjur som kan ha livnärt sig både på fisk och ryggradslösa djur. De tämligen stora ögonhålorna låg på huvudets ovansida. Skalltakets täckben var sirat med en mängd upphöjda ränder, sammanflätade med varandra, och isolerade knölar. De yttre näsöppningarna stod ovanligt lågt på nosens sidor, indragna mot randen av överkäken. Bakfoten hade utöver de gängse fem tårna en eller två tår till innanför stortån, s.k. prehalluces; framfoten är ännu okänd.
Ichthyostega har rekonstruerats ömsom som ett landgående djur, ömsom som ett vattendjur t.o.m. med yttre gälar. Mot landdjursrekonstruktionen talar avsaknaden av en fotrotsled och att djuret bibehöll anpassningar till vattenliv som sinnesorgan belägna i kanaler i skallens täckben, ett gällock (preoperculum och suboperculum) och en stjärtfena med fenstrålar som hos en fisk (lepidotrichia). Hörselorganet synes också ha varit anpassat till ett liv under vatten.
Annat tyder emellertid på att Ichthyostega kan ha tagit sig fram hjälpligt på land. Så tycks ryggraden ha varit böjlig uppåt-nedåt snarare än sidleds som hos ett vattendjur, så att djuret kunnat skumpa fram som en säl. Ett ben mellan skenbenet och fotrotsbenen (intermedium) var böjt, som väntat om foten låg an vågrätt mot marken. Vidare genomborrades revbenen upptill av två längsgående kanaler, varav den övre kan ha lett fram en artär (pulsåder) och den nedre en ven (blodåder) förbundna med hudkärl som hos grodor; eftersom Ichthyostega hade bar hud (fjäll har bara hittats på svansen) kan blodkärlen ha hjälpt ichthyostegiderna att hudandas som groddjur, oavsett om de höll sig i vatten eller på land.

## Släktskap med fiskar och andra fyrfotadjur
Eftersom ichthyostegiderna länge var de äldsta kända fyrfotadjuren (jämte den mindre kända Acanthostega) kom de ibland att betraktas som förelöpare till dagens fyrfotadjur. Så tidigt som 1942 framhöll emellertid Jarvik att ichthyostegiderna, om än besläktade med grodfiskar och flertalet nutida fyrfotadjur, specialiserats så tidigt i sin utveckling att de inte kan ha givit upphov till några senare fyrfotadjur som vi vet om. Ichthyostega tycks mer avancerad än flertalet andra, senare upptäckta devoniska fyrfotadjur som Acanthostega, Ventastega, Elginerpeton och Obruchevichthys och utgör enligt vissa analyser systergruppen till de "äkta" fyrfotadjuren (Tetrapoda).